# 스코티 베킷
스콧 하스팅 베킷(Scott Hastings Beckett, 1929년 10월 4일 ~ 1968년 5월 10일)은 미국의 배우이다.

## 영화
- 록키 존스, 스페이스 레인저 (1954년)
- 루이사 (1950년) - 지미 블레이크 역
- 낸시 리오 가다 (1950년)
- 애니 넘버 캔 플레이 (1949년)
- 배틀그라운드 (1949년)
- 주디와 데이트 (1948년)
- 졸슨 스토리 (1946년)
- 알리바바와 40인의 도적 (1944년)
- 천국은 기다려준다 (1943년)
- 배니싱 버지니안 (1942년)
- 비트윈 어스 걸스 (1942년)
- 킹스 로우 (1942년)
- 파랑새 (1940년)
- 러브 어페어 (1939년)
- 리슨, 다링 (1938년)
- 마리 앙투아네트 (1938년)
- 정복자 (1937년)
- 차지 오브 더 라이트 브리게이드 (1936년)
- 안소니 에드버즈 (1936년)
- 아이 드림 투 머치 (1935년)
- 스탠드 업 앤 치어! (1934년)
- 조지 화이트의 스캔달 (1934년)